# Дамлаташ

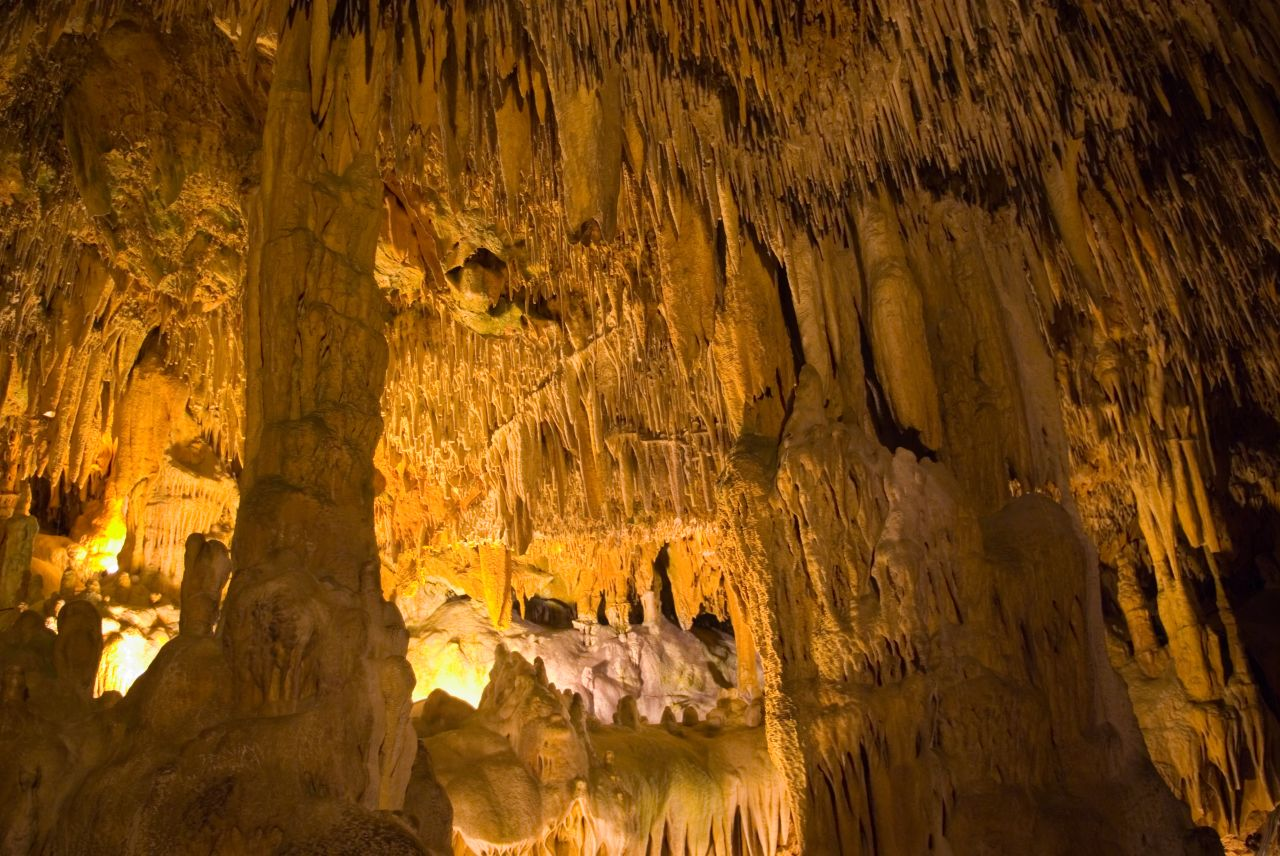
Сталактити і сталагміти в печері Дамлаташ

Дамлата́ш (тур. Damlataş Mağarası) — печера в центрі міста Аланія, Туреччина, біля західного підніжжя півострова. Назва Дамлаташ складається з двох слів (тур. damla — крапля, taş — камінь) і перекладається з турецької як «необроблене дорогоцінне або напівдорогоцінне каміння» або «сталактит».

## Історія відкриття
Печера була виявлена в 1948 році під час робіт з будівництва порту. В цьому місці була каменоломня і після вибуху, проведеного з метою отримання каменю для будівництва поромного причалу, відкрився вхід у печеру. Всередині неї були знайдені сталактити і сталагміти незвичайної краси. Печера була взята під охорону, її почали досліджувати.

## Геологія
Дамлаташ знаходиться в 100 м від берега моря. На вході в печеру вузький прохід довжиною 50 м, який виводить в циліндричну порожнину. Всередині печери можна побачити фантастичні утворення різнокольорових сталактитів і сталагмітів, вік яких налічує 15 тисяч років. Основне місце їх скупчення — порожнина шириною 13-14 і висотою 15 метрів. Печера має два поверхи. Її загальний обсяг становить 2500 м3.
Температура в печері постійно тримається на позначці +22…+23C, вологість складає більше 90-98 %. Аналізи повітря показали, що він містить в 10-12 разів більше діоксиду вуглецю в порівнянні із звичайним повітрям. В печері міститься досить велика кількість вуглецю з незначним ступенем радіоактивності.

## Туризм
Дамлаташ є однією з небагатьох турецьких печер, спеціально обладнаних для відвідування туристами. Відвідування печери корисно для хворих астмою. Цілющими чинниками можуть бути стабільна температура, дуже велика вологість, підвищений вміст вуглекислого газу, невелика радіоактивність та іонізація повітря.
Вхід в печеру платний (10 tl — Турецька ліра або 2 долари США). Перед печерою знаходиться пляж з невеликим ринком по сусідству.